# Nikita Mikhalkov
Nikita Mikhalkov (Moscou, 21 de outubro de 1945) é um cineasta russo. Nas décadas de 1970 e 1980 foi um conhecido dissidente soviético e pró-czarista, e hoje é defensor do presidente Vladimir Putin.[carece de fontes?]
Irmão do também grande cineasta Andrei Konchalovsky, Nikita Mikhalkov, como o irmão, se dedicou a filmes históricos na então URSS durante das décadas de 1970 e 1980. Seus primeiros filmes faziam reflexões sobre o gênero cinematográfico com construções em abismos, como pode ser notado em A Slave of Love, de 1976. Em 1977 dirigiu Peça Inacabada de Piano Mecânico. Nesta película mostra o choque das duas Rússias (monárquica vs. revolucionária) no seio de uma família da classe média.
Entre seus filmes mais notáveis, destacam-se Olhos Negros, com Marcello Mastroianni e Silvana Mangano, filmado na Itália, e Anna dos 6 aos 18, documentário filmado ao longo de 12 anos com sua filha, tendo como pano de fundo a vida política soviética em seus últimos anos, da morte de Leonid Brejnev ao golpe de agosto de 1991.
Em 1995 Mikhalkov ganhou o Oscar de melhor filme estrangeiro com O Sol Enganador, de 1994.
A falência espiritual e o isolamento dos personagens são temas constantes em seus filmes, que acabam sendo reflexões críticas sobre a modernidade e sobre os regimes políticos (decadência da democracia inclusive), como transparece em obras como Urga, de 1992, e O Sol Enganador.
No final dos anos 1990 dirigiu a refilmagem de Siberiade, filme realizado por seu irmão em 1979, chamado O Barbeiro da Sibéria (1998), e que na época de seu lançamento foi comparado ao filme Titanic em razão de seu alto custo de produção.
Nikita Mikhalkov apresentou seu "drama épico" O Sol Enganador 2: Cidadela. no Festival de Cannes de 2010, mas não recebeu nenhum prêmio.
É filho de Serguei Mikhalkov, poeta admirador dos estadistas soviéticos Stálin e Brejnev, escritor de livros infantis e compositor das letras das duas versões do Hino Nacional da União Soviética e do atual Hino da Federação Russa.